# Julia Serda

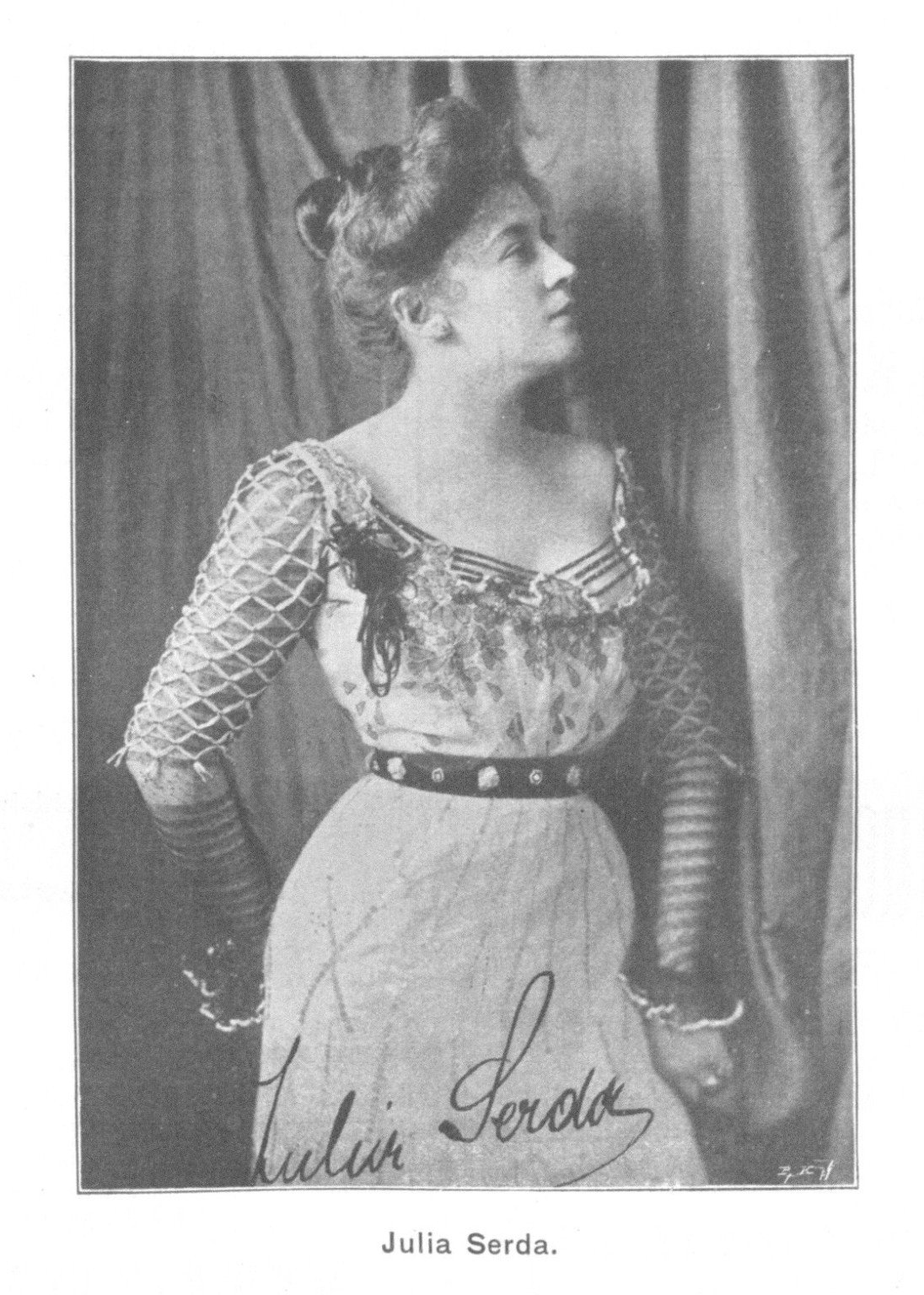
Julia Serda im Jahre 1902

Julia Serda (* 6. April 1875 in Wien, Österreich-Ungarn; † 3. November 1965 in Dresden) war eine österreichische Schauspielerin.

## Leben
Julia Serda erhielt Gesangsunterricht bei Pauline Lucca und anschließend Schauspielunterricht am Konservatorium Wien. Ihre Laufbahn als Theaterschauspielerin begann 1895 in Breslau, danach war sie drei Jahre lang in Königsberg (Preußen) tätig.
1899 wurde sie am Hoftheater von Dresden engagiert, 1902 spielte sie erstmals in Berlin, 1907 hatte sie ihren ersten Auftritt am Wiener Burgtheater. Von 1908 bis 1914 wirkte sie an den Meinhard-Bernauer-Bühnen in Berlin, 1914 bis 1921 am Deutschen Schauspielhaus in Hamburg.
Julia Serda agierte zu dieser Zeit in den Rollenfächern der Naiven und Sentimentalen, so in Die Jüdin von Toledo, Salome von Oscar Wilde, als Heimchen in Johannisfeuer von Hermann Sudermann, Louise in Kabale und Liebe oder Leonore in Die Verschwörung des Fiesco zu Genua. Später wirkte sie in Charakterrollen an Theatern in Berlin und Wien.
Ab 1920 erhielt sie auch ihre ersten Rollen im Stummfilm. Sie wurde zwar häufig bei Kinoproduktionen eingesetzt, kam aber selten über die Aufgaben einer Kleindarstellerin hinaus. 1937 spielte sie unter der Regie von Detlef Sierck in La Habanera eine ihrer bekanntesten Filmrollen. Sie war als Tante von Zarah Leander zu sehen. Insgesamt spielte sie in rund 100 Filmen. Sie stand 1944 in der Gottbegnadeten-Liste des Reichsministeriums für Volksaufklärung und Propaganda.
Julia Serda war seit 1911 mit dem Schauspieler Hans Junkermann verheiratet. Ihre Tochter war die Schauspielerin Charlotte Serda aus der Beziehung zum Odol-Fabrikanten Karl August Lingner. Nach dem Tod ihres Mannes 1943 lebte Julia Serda zurückgezogen in Dresden und war nur noch gelegentlich bei Gastspielen zu sehen.

## Filmografie
- 1920: Putschliesel
- 1920: Eines großen Mannes Liebe
- 1920: Whitechapel. Eine Kette von Perlen und Abenteuern
- 1921: Das goldene Netz
- 1921: Die kleine Dagmar
- 1921: Die verbotene Frucht
- 1921: Lady Hamilton
- 1921: Das Geheimnis der Mumie
- 1922: Wem nie durch Liebe Leid geschah
- 1922: Lola Montez, die Tänzerin des Königs
- 1922: Die Geliebte des Königs
- 1922: Tabea, stehe auf!
- 1922: Der Taugenichts
- 1923: Graf Cohn
- 1923: Nanon
- 1923: Königin Karoline von England
- 1923: Fridericus Rex
- 1924: Die Kleine aus der Konfektion
- 1924: Die Herrin von Monbijou
- 1924: Königsliebchen
- 1924: Das Mädel von Capri
- 1925: Die Anne-Liese von Dessau
- 1925: Das Geheimnis der alten Mamsell
- 1925: Die vom anderen Ufer
- 1926: Das graue Haus
- 1926: Maria, die Geschichte eines Herzens
- 1926: Menschen untereinander
- 1926: Prinzessin Trulala
- 1926: Der Prinz und die Tänzerin
- 1926: Der Soldat der Marie
- 1926: Zopf und Schwert
- 1926: Der Juxbaron
- 1926: Eine Dubarry von heute
- 1927: Die Ausgestoßenen
- 1927: Es zogen drei Burschen
- 1927: Die tolle Lola
- 1927: Das Heiratsnest
- 1927: Ein Mädel aus dem Volke
- 1927: Das Frauenhaus von Rio
- 1928: Der Mann mit dem Laubfrosch
- 1928: Der alte Fritz (2 Teile)
- 1928: Die Pflicht zu schweigen
- 1928: Der Faschingsprinz
- 1929: Der lebende Leichnam
- 1929: Atlantik
- 1929: Das verschwundene Testament
- 1930: Der Detektiv des Kaisers
- 1930: Liebeswalzer
- 1930: Olympia
- 1930: Zapfenstreich am Rhein
- 1931: Solang' noch ein Walzer von Strauß erklingt
- 1931: Mordprozeß Mary Dugan
- 1931: Mamsell Nitouche
- 1931: Der Storch streikt. Siegfried der Matrose
- 1931: Der Herr Bürovorsteher
- 1932: Was wissen denn Männer
- 1932: Liebe in Uniform
- 1932: Traum von Schönbrunn
- 1933: Heimat am Rhein
- 1933: Die kleine Schwindlerin
- 1934: Lottchens Geburtstag
- 1934: Abschiedswalzer
- 1934: Maskerade
- 1934: Heinz im Mond
- 1935: Mein Leben für Maria Isabell
- 1935: Regine
- 1935: Endstation
- 1935: Die Katz' im Sack
- 1935: Alles weg'n dem Hund
- 1935: Mach' mich glücklich
- 1935: Liebesleute
- 1936: Eine Frau ohne Bedeutung
- 1936: Drei Mäderl um Schubert
- 1936: Allotria
- 1936: Dahinten in der Heide
- 1937: Signal in der Nacht
- 1937: Sein letztes Modell
- 1937: La Habanera
- 1938: Monika – Eine Mutter kämpft um ihr Kind
- 1938: Der unmögliche Herr Pitt
- 1938: Eine Frau kommt in die Tropen
- 1938: Rätsel um Beate
- 1939: Menschen vom Varieté
- 1939: Ein hoffnungsloser Fall
- 1939: Opernball
- 1939: Wer küßt Madeleine
- 1939: Wenn Männer verreisen
- 1939: Liebe streng verboten
- 1940: Rosen in Tirol
- 1940: Der Herr im Haus
- 1940: Weltrekord im Seitensprung
- 1941: Der Weg ins Freie
- 1941: Clarissa
- 1942: Die goldene Stadt
- 1942: Mit den Augen einer Frau
- 1942: Die große Liebe
- 1942: Symphonie eines Lebens
- 1944: Musik in Salzburg